# Кесиджи, Ильхан
Ильхан Кесиджи (р. 22 ноября 1948, Зара) — турецкий политик, член республиканской народной партии.

## Биография
Ильхан Кесиджи родился 22 ноября 1948 года в городе Зара. Окончил Ближневосточный технический университет. Там же получил степень магистра. Затем учился в Великобритании в центре планирования проектов при Университете Брадфорда. Также учился в Королевском институте общественного управления.
С 1972 года работал на Турецкой железной дороге в отделе исследования, планирования и координации. В 1979 году перешёл на работу в организацию государственного планирования при офисе премьер-министра. В 1984 году занял должность генерального директора. В 1985 году занял должность заместителя постоянного представителя Турции при Европейском сообществе в Брюсселе. В 1987 году возобновил работу в организации государственного планирования. В 1991 году вошёл в совет высшего образования.

### Политическая карьера
В 1994 году Кесиджи баллотировался от партии Отечества в мэры Стамбула, но проиграл выборы кандидату от партии благоденствия Реджепу Эрдогану. В 1995 году Ильхан Кесиджи был избран членом Великого национального собрания.
22 мая 2007 года Кесиджи стал членом республиканской народной партии и в июле того же года был избран от неё в парламент. 28 сентября 2010 года Кесиджи вышел из РНП, но перед парламентскими выборами в июне 2015 года снова вступил в неё.
В августе 2015 года премьер-министр Ахмет Давутоглу предлагал Ильхану Кесиджи, Эрдогану Топраку, Текину Бингёлю и Айше Гюльсун Бильгехан занять один из министерских постов в формирующемся правительстве, но они все отказались.